# Rachel Platten
Rachel Ashley Platten , ameriška pop pevka, * 20. maj 1981, New York, Združene države Amerike.
Največji uspeh ji je uspel s pesmijo Fight Song, ki jo je objavila leta 2015. Za omenjeno pesem je prejela nagrado za najboljše besedilo.

## Diskografija
Albumi
- Trust in Me (2003)
- Be Here (2011)
- Fight Song (EP, 2015)
- Wildfire (2016)

Singli
- Seven Weeks (2009)
- 1,000 Ships (2011)
- Work of Art (2011)
- Smile (2014)
- Fight Song (2015)
- Stand by You (2015)
- Better Place (2016)